# Culey
Culey település Franciaországban, Meuse megyében. Lakosainak száma 124 fő (2022. január 1.). Culey Loisey, Tronville-en-Barrois, Silmont és Resson községekkel határos.

## Népesség
A település népességének változása:
| Lakosok száma | 197  | 158  | 152  | 149  | 141  | 137  | 133  | 127  | 125  | 124  |
|               | 1968 | 2013 | 2015 | 2016 | 2017 | 2018 | 2019 | 2020 | 2021 | 2022 |